# Reciclaje de vidrio

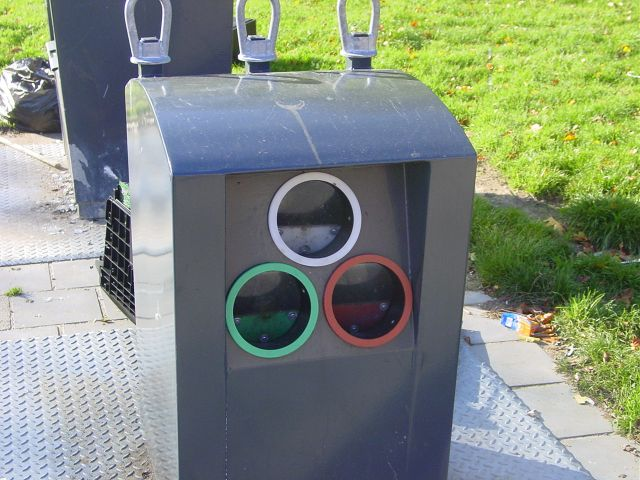
Depósito público para reciclaje de vidrio. En este depósito público, existen tres divisiones para separar el vidrio según su color: ya sea incoloro, verde o ámbar.

El reciclaje de vidrio es el proceso mediante el cual se convierten desechos de vidrio en materiales que servirán para la creación de nuevos productos.
El vidrio es un material totalmente reciclable y no hay límite en la cantidad de veces que puede ser reprocesado. Al reciclarlo no se pierden las propiedades y se ahorra una cantidad de energía de alrededor del 30 % con respecto al vidrio nuevo. Este reciclaje permite reducir la cantidad de residuos que luego se llevan al vertedero, lo que supone un ahorro tanto de materias primas como de energía respecto a la fabricación de vidrio a partir de materias primas nuevas.
En ciertos casos el vidrio es reutilizado, antes que reciclado. No se funde, sino que se vuelve a utilizar únicamente lavándolo (en el caso de los recipientes). En acristalamientos, también se puede aprovechar el vidrio cortándolo nuevamente (siempre que se necesite una unidad más pequeña).
En los lugares donde se implementan programas de reciclaje de vidrio, se pueden encontrar contenedores especiales para vidrio en lugares públicos.

## Ventajas del reciclaje de vidrio

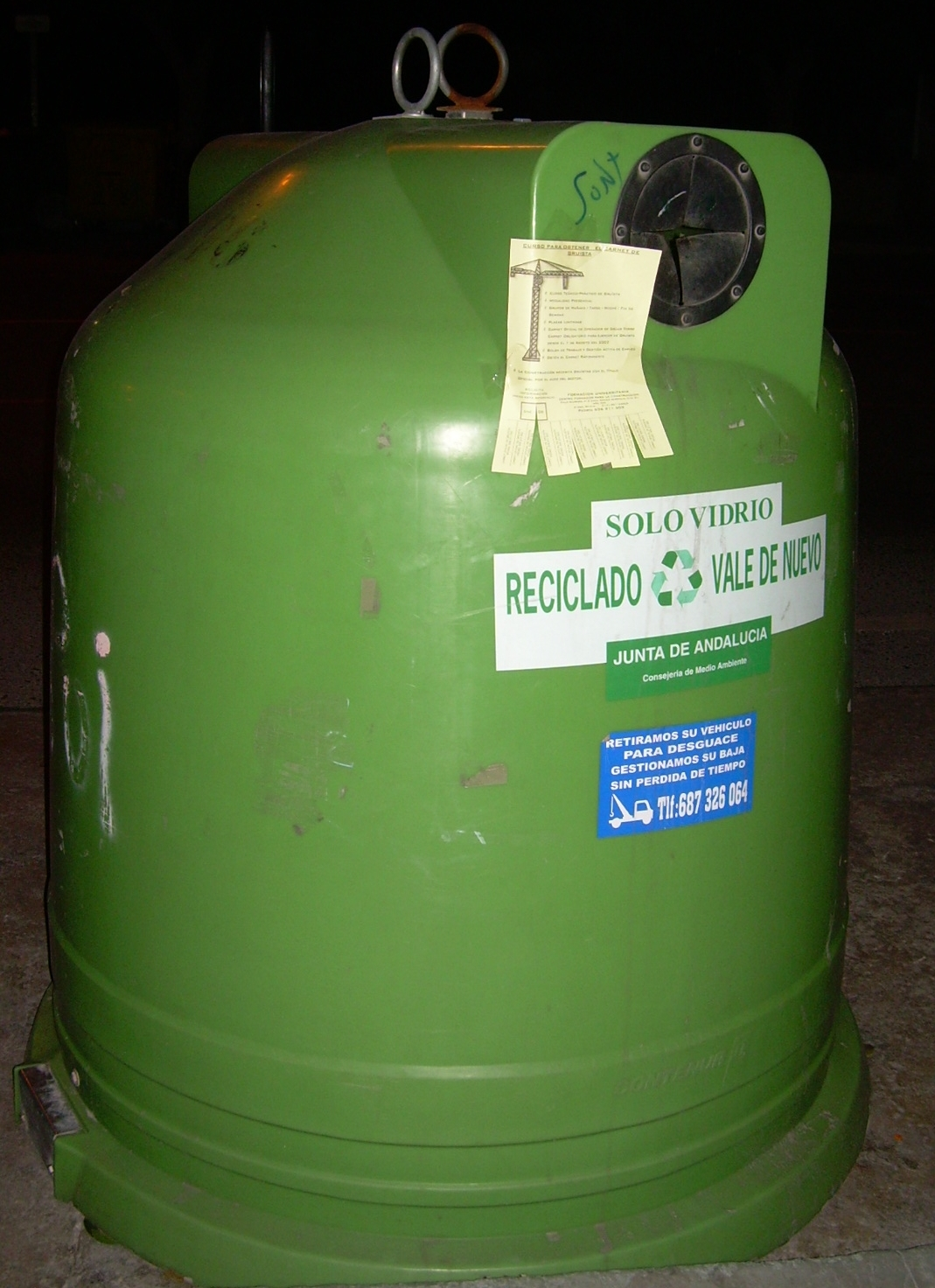
Contenedor de recogida de botellas de vidrio en España.

El reciclaje del vidrio supone un menor uso de recursos y materias primas que la fabricación de vidrio a partir de arena de cuarzo, cal y sosa.
Cada kilogramo de material reciclado puede ser nuevamente reutilizado y reciclado. El vidrio es un material ideal para ser reciclado, ya que puede reciclarse infinidad de veces sin perder sus propiedades.
El uso de vidrio reciclado ayuda a ahorrar la energía de su producción (hasta un 60 %), es menos costoso, ayuda a reducir los residuos finalmente enviados a las plantas de residuos y vertederos y reduce el consumo de materias primas.
La mayor parte del vidrio reciclado se puede utilizar para hacer nuevos envases semejantes a los desechados. Además, una pequeña proporción se utiliza para la fabricación de otros materiales de construcción, como ladrillos, cerámicas, asfaltos, etc. 
El vidrio reciclado requiere 26% menos de energía que su fabricación desde cero y reduce en un 20% las emisiones a la atmósfera de la fabricación, contaminando un 40% menos de agua que la fabricación de vidrio a partir de arena, cal y sosa.
Cada tonelada de desechos de vidrio que se recicla evita que 315 kilogramos de dióxido de carbono se liberen a la atmósfera durante la fabricación de vidrio.

## Origen del residuo de vidrio
- En los hogares podemos encontrar envases de vidrio para alimentos y bebidas, así como frascos de colonias o cremas.

- En los comercios, tanto para bebidas como para higiene: bares, hoteles, cáterin...

- En edificios municipales y eventos públicos.

- En la industria, las fábricas de bebidas tienen cierta cantidad de botellas dañadas o no aptas que deben ser recicladas.

En el año 2012, se reciclaron en España más de 1 145 400 toneladas de residuos de vidrio, según el INE

## Procedimiento

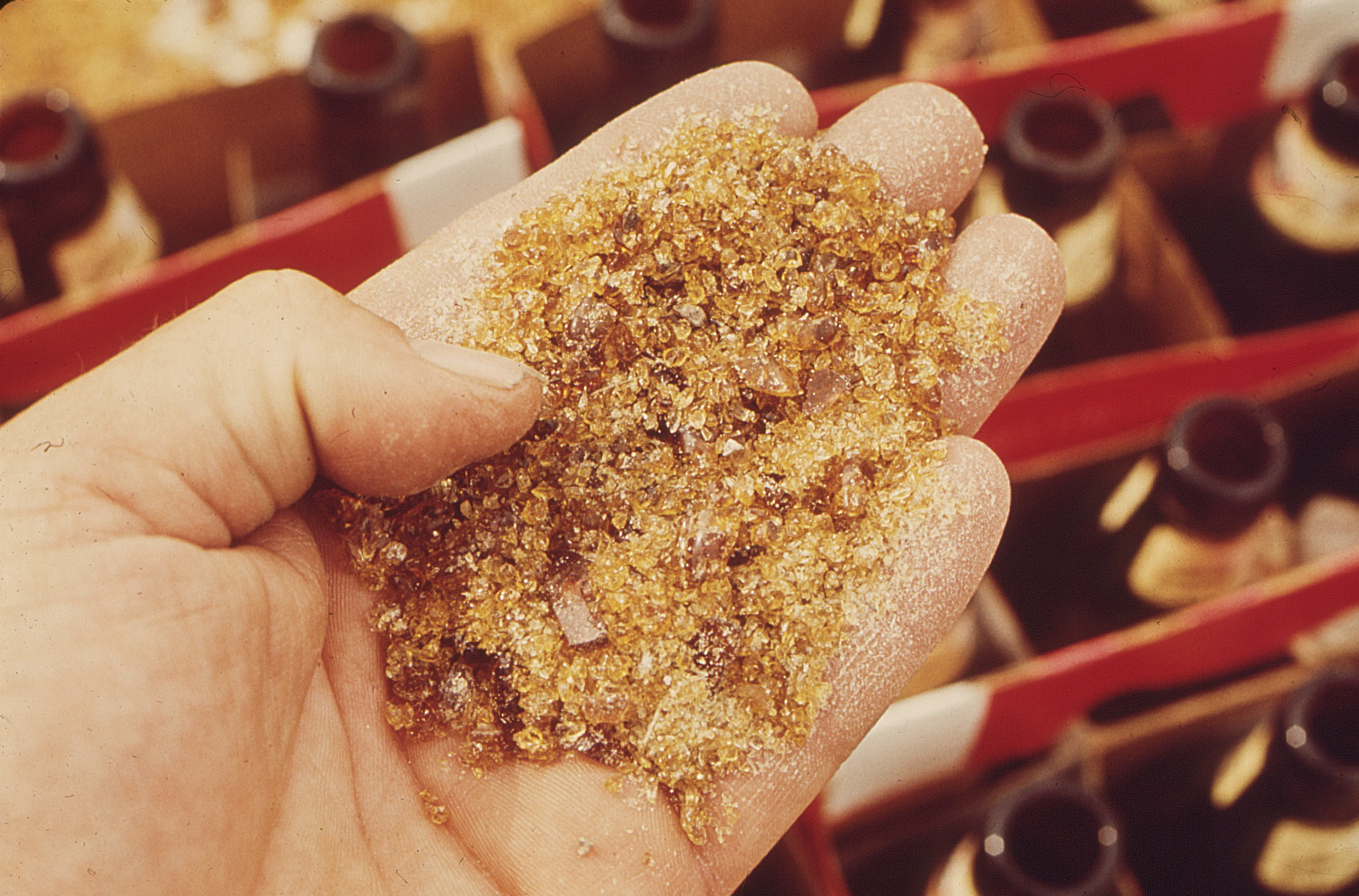
Calcín de botellas de cerveza.

En ocasiones los diferentes tipos de vidrio son químicamente incompatibles, por lo que se requiere una selección previa a su procesado. Por ejemplo, el vidrio resistente al calor como el Pyrex o vidrio borosilicatado no debe ser colocado en el contenedor de reciclaje de vidrio, ya que únicamente una pieza de dicho material alteraría las propiedades de viscosidad del fluido en el horno, en el momento de volver a fundir la mezcla. 
Para su adecuado reciclaje el vidrio es separado y clasificado según su tipo, normalmente asociado a su color, por lo que una clasificación general es la que los divide en verde, ámbar o café y transparente.
El proceso de gestión sigue con una separación de todo material impropio, como son tapas metálicas y etiquetas. 
Seguidamente el vidrio, ya limpio, se tritura formando un polvo grueso denominado calcín, que sometido a altas temperaturas en un horno, se funde junto con arena de cuarzo, hidróxido de sodio y caliza para fabricar nuevos productos que tendrán idénticas propiedades con respecto al vidrio fabricado directamente de los recursos naturales.

## Reciclaje de vidrio en Europa

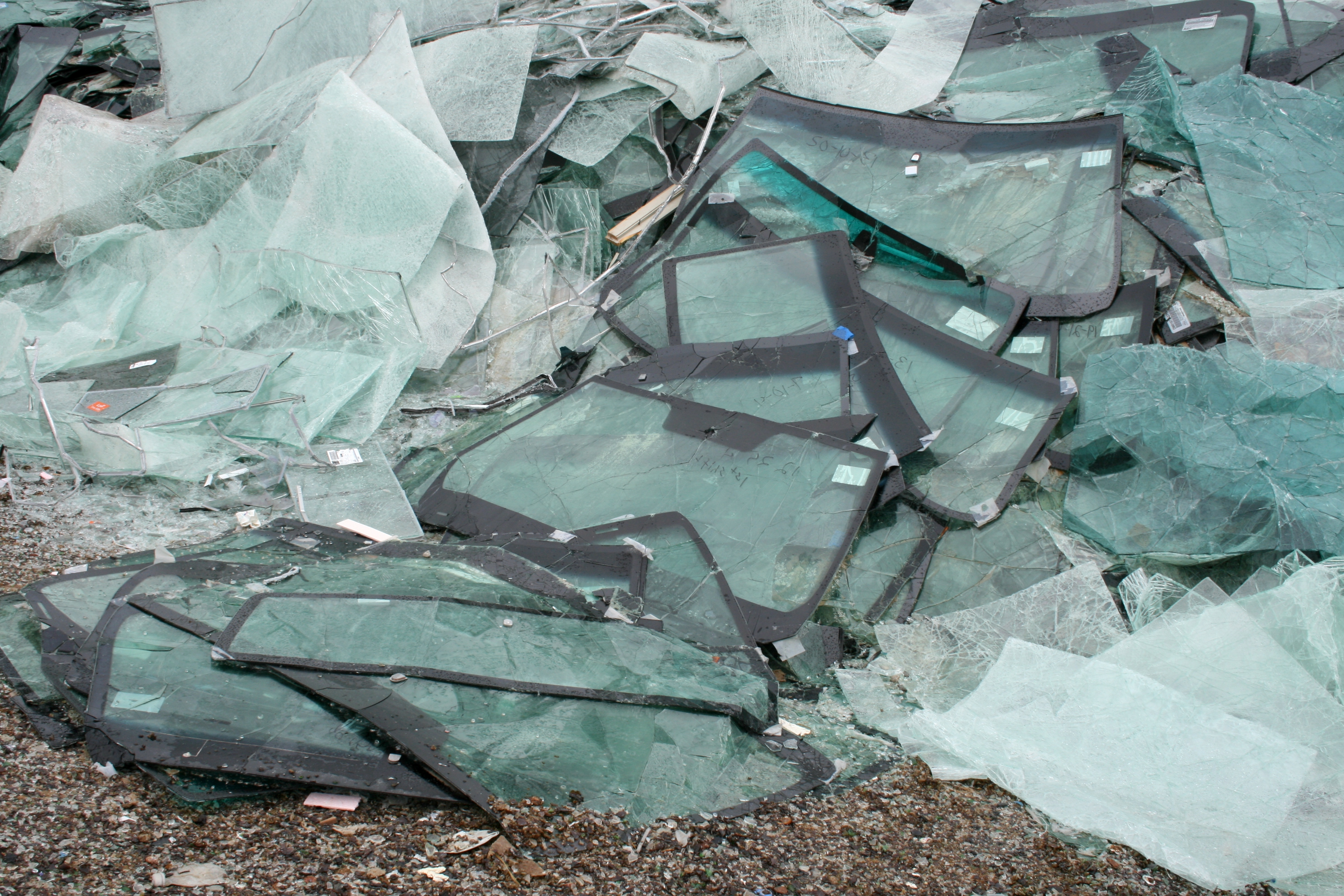
Parabrisas dañados almacenados para reciclaje.

El reciclaje de los envases de vidrio comenzó a reglamentarse por la Unión Europea a partir de 1994, mediante la Directiva europea 94/62 relativa a los envases y residuos de envases.
Según datos de 2009 facilitados por FEVE comparando el consumo de envases de vidrio con la recolección y / o con aquella parte de la colección que es enviada a reciclaje, el porcentaje del vidrio recuperado alcanza picos del 90 % o más (hasta un 96 %) en Austria, Bélgica, Países Bajos, Suecia y Suiza. Con la excepción de Grecia y Chipre, casi todos los países europeos llegan a un ratio de recogida / consumo de al menos un 20 %. La relación entre recolección / consumo en los países más grandes de Europa es:
| Porcentajes | Países      |
| ----------- | ----------- |
| 81 %        | Alemania    |
| 77 % (66 %) | Italia      |
| 67 %        | España      |
| 67 %        | Reino Unido |
| 63 %        | Francia     |
| 44 %        | Polonia     |

### Alemania
En 2004, Alemania recicló 2 116 000 toneladas de cristal. Están disponibles botellas retornables (Mehrwegflaschen) de vidrio o plástico (PET) para algunas bebidas, especialmente para cerveza y agua con gas. El depósito por cada botella (Pfand) es 0,08-0,15 €, comparado con los 0,25 € para botellas de plástico reciclables pero no reutilizables. No existe depósito para botellas de vidrio que no son reutilizadas.

### España
La Directiva europea 94/62 relativa a los envases y residuos de envases, supuso la promulgación en España de la Ley de envases y residuos de 1997. Dicha ley, que promueve la creación de sistemas de gestión integrada (SIG) supuso la fundación de diversas entidades especializadas en el reciclaje selectivo de los residuos mediante el sistema de responsabilidad ampliada del productor, la colaboración de los entes locales y la participación ciudadana. En el caso del vidrio, la principal SIG es Ecovidrio, que gestiona el reciclaje del vidrio en la mayoría del territorio español.

### Reino Unido

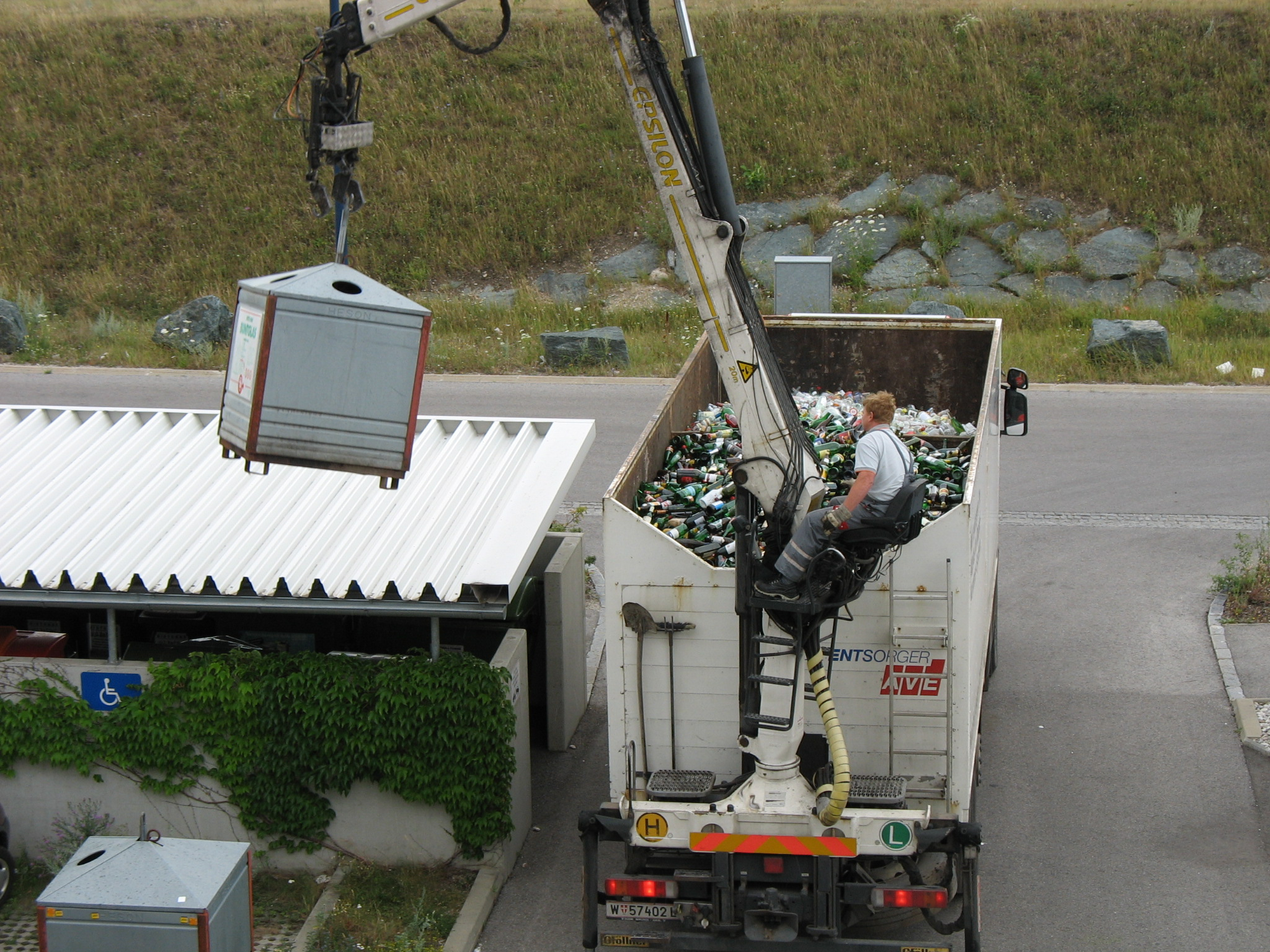
Vehículo vaciando un contenedor de vidrio.

Los puntos de recogida de vidrio, conocidos como Bottle Banks son muy comunes junto a los centros comerciales, en desecherías y en los vecindarios del Reino Unido. El primer contenedor de vidrio fue introducido por Stanley Race, caballero de la Orden del Imperio Británico, por aquel entonces presidente de la federación de fabricantes de vidrio británica, y Ron England en Barnsley el 6 de junio de 1977.
Los bancos de vidrio, normalmente se encuentran en los puntos de recogida junto a otros desechos reciclables como papel, metales y plástico. Las desecherías locales y municipales normalmente tienen un punto central para todos los tipos de desecho en los que se encuentran grandes depósitos. En el Reino Unido hay alrededor de 50 000 contenedores de reciclaje de vidrio. y 752 000 toneladas de vidrio se reciclan cada año.

#### Usos secundarios para el vidrio reciclado
En el Reino Unido, la industria de reciclaje de vidrio no puede consumir todo el vidrio que se ha ido acumulando a través de los años, principalmente debido a diferencias en la coloración entre el vidrio disponible y el que se consume. El reino Unido importa mucho más vidrio verde en forma de botellas de vino del que consume, llevando a un exceso para reciclar.
El exceso resultante de vidrio verde, puede ser exportado a los países productores, o utilizado localmente en la creciente diversidad de usos secundarios para el vidrio. La empresa que gestiona los puntos de recogida, Cory Environmental envía vidrio del Reino Unido a Portugal.
El uso de vidrio reciclado como un agregado al cemento se ha vuelto popular, con investigaciones a gran escala llevándose a cabo en la Universidad de Columbia de Nueva York. Esto incrementa la apariencia estética del cemento. Según se ha investigado, la adición de vidrio al cemento incrementa la durabilidad y resistencia del cemento, así como el aislamiento térmico. Mercados secundarios para el reciclaje de vidrio pueden incluir:
- Productos de aislamiento;
- Vidrio en productos cerámicos de sanitarios;
- Vidrio para la fabricación de ladrillos;
- Vidrio en césped artificial;
- Arena para los búnkeres de golf;
- Fregaderos y mesas de cocina;
- Sistemas de filtrado de agua;
- Vidrio como material abrasivo;
- Vidrio como agregado en materiales de construcción.